# Teste de Ober
Teste de Ober é um teste realizado durante o exame físico para identificar contratura do trato iliotibial. Durante o teste o paciente deita no lado não-afetado e o examinador realiza uma flexão da perna superior. A perna superior (a testada) é flexionada após no joelho e abduzida. O teste é positivo se o paciente não consegue aduzir o joelho de volta em direção à mesa de exame.